# Anastácio de Samaria
Anastácio (em grego: Αναστάσιος; romaniz.: Anastásios; em latim: Anastasius) foi um oficial bizantino, ativo durante o reinado do imperador Justino II (r. 565–578), que manteve os postos de mestre dos ofícios e questor do palácio sagrado. Aparente calcedoniano, foi alegadamente contrário às políticas de Justino pró-monofisismo. Mais adiante, durante a perseguição monofisista de 571, esteve ativo na condenação e exílio de monofisistas. Segundo João do Éfeso, poderia ser um pagão ou samaritano. Provavelmente faleceu em algum momento antes de 575.

## Biografia

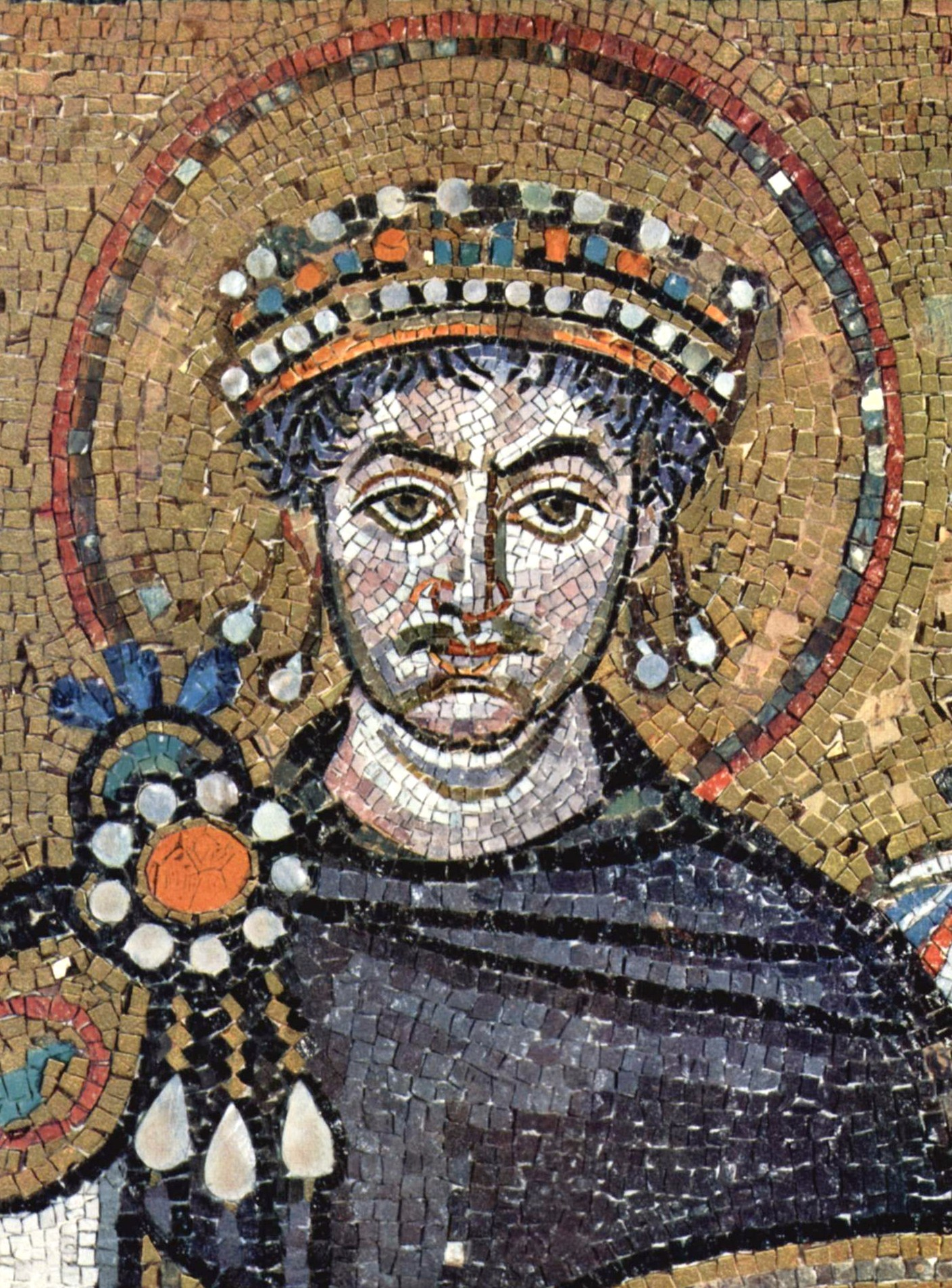
Detalhe dum dos mosaicos da Basílica de São Vital representando Justiniano r.

Anastácio foi um nativo de Samaria, como registrado por João do Éfeso. A mesma fonte primária chama-o samaritano e palestiniano, presumivelmente como termos geográficas. É o assunto de um panegírico composto por Flávio Crescônio Coripo, provavelmente no final de 565 ou começo de 566, pouco antes daquele (In laudem Justini minoris) dedicado a Justino II (r. 565–578) e encorajado por Anastácio. Em 565/6, Anastácio combinou os ofícios de questor do palácio sagrado e mestre dos ofícios, o que sugere que foi um apoiante do imperador, tendo sido nomeado em ou logo após a ascensão ao trono em 14-15 de novembro de 565. Quiçá sucedeu respectivamente Constantino e Pedro, o Patrício, ambos ministros de longa data de Justiniano (r. 527–565).
Anastácio é atestado como mestre dos ofícios somente até 566, quando foi substituído por Teodoro, filho do patrício  Pedro, porém é atestado como questor até 571/2. Coripo lhe credita medidas que visavam ajudar a prefeitura pretoriana da África. Em 571, João do Éfeso listou-o como um dos oficiais que se opuseram às alterações de Justino do édito de fé. As alterações foram consideradas como favoráveis aos monofisistas e escandalizou os calcedônios. Sua oposição e João criticando-o como falso cristão talvez significam que era calcedônio. A narrativa de João contém um conto onde Justino aterrorizou Anastácio, na qual o imperador ordenou que o questor tivesse vinte cópias do texto alterado até o anoitecer, ou então enfrentaria execução por decapitação.
Em 571, foi enviado por Justino para discutir os termos de reconciliação com os monofisistas. Os representantes deles recusaram-se a cooperar e Anastácio relatou para Justino. Isto encerrou o breve período pró-monofisista de Justino. Em 22 de março, o imperador começou nova perseguição a eles. Anastácio foi proeminente entre os senadores que julgaram os bispos monofisistas em 571 e 572. Os julgamentos ocorreram em Constantinopla, com a maioria dos acusados sendo sentenciados ao exílio. Cooperou de perto com o patriarca de Constantinopla João III (565–577) e foi acusado por João do Éfeso de estar na folha de pagamento patriarcal.

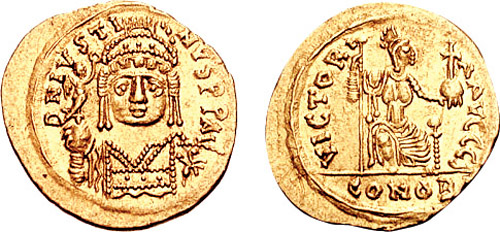
Soldo de r.

Um capítulo particularmente hostil de João do Éfeso alega que era um criptopagão, lutando para evitar a unificação da Igreja Cristã. O assédio constante de Anastácio aos monofisistas provavelmente explica a hostilidade do historiador. João citou que quando os samaritanos estiveram sob perseguição religiosa, subornou oficiais para retirar as acusações. Um minoria de historiadores modernos sugeriu que poderia ter sido adepto do samaritanismo, posando como cristão. A maioria considera-o como genuíno calcedônio, sendo as acusações sobre ele puramente políticas. Seja como for, sofreu ataque durante "o dia da adoração da Vera Cruz" (Sexta-Feira Santa). Tanto 15 de abril de 572 como 7 de abril de 573 foram sugeridas como as datas do evento. Este sinal de problema de saúde foi um precursor para a morte, ocorrida "um ano e meio" depois. Em cerca de 575, parece ter morrido.